# Robert Le Bis
Robert Le Bis (ur. 1719, zm. 2 września 1792) – francuski prezbiter katolicki, męczennik, błogosławiony Kościoła katolickiego.

## Życiorys
Urodził się w bardzo religijnej rodzinie. Studiował filozofię na uniwersytecie w Caen. We wrześniu 1744 roku otrzymał święcenia kapłańskie. Był wikariuszem parafii Neuville. Został zamordowany 2 września 1792 roku podczas rewolucji francuskiej. Został beatyfikowany 17 października 1926 roku przez Piusa XI w grupie 191 męczenników z Paryża.